# Belicie
Belicie - dynastia władców trebińskich panująca pomiędzy początkiem IX a końcem X wieku.
Dynastia Beliciów bierze początek od Belaesa. W połowie IX wieku jego syn i następca Kraina, noszący tytuł żupana zrzucił przy pomocy Włastimira serbskiego nominalne zwierzchnictwo bizantyńskie. Włastimir wydał za Krainę swą córkę, a ten przyjął tytuł księcia uznając zarazem zwierzchnictwo serbskie. Zależność od Serbii uznawali jego następcy do połowy X wieku. Jeszcze w IX wieku trebińscy Belicie zdobyli władzę nad sąsiednim plemieniem Duklan, podporządkowując sobie ich państwo.
Pod wpływem cesarza bizantyńskiego Bazylego I, który po 867 roku, dzięki skutecznej akcji morskiej w obronie bizantyńskiego Dubrownika, zdobył pewne wpływy wśród Serbów dalmatyńskich, książęta trebińscy przyjęli chrzest i wsparli akcję chrystianizacyjną prowadzoną przez łacińskich i greckich kapłanów z bizantyńskiej Dalmacji.
Po upadku księcia Czasława około 950 roku Trebinia uwolniła się spod zwierzchnictwa serbskiego. Kolejni władcy: Chwalimir i jego syn Tiszimir (Tugomir) Belicie podporządkowali sobie Duklę. Przenieśli oni centrum swego państwa z Trawunii do Dukli. Na Tiszimirze prawdopodobnie wygasła dynastia Beliciów.

## Władcy z dynastii Beliciów
- Belaes
- Kraina
- Chwalimir
- Tiszimir (Tugomir)[3]